# 황금의 부루스
"황금의 부루스"는 1970년에 개봉한 대한민국의 영화이다.

## 캐스팅
- 강신성일
- 전양자
- 김신재
- 오지명